# Rete tranviaria di Rio de Janeiro
La rete tranviaria di Rio de Janeiro (in portoghese conosciuta come Veículo leve sobre trilhos do Rio de Janeiro) è una rete tranviaria urbana che si sviluppa attraverso i quartieri di Santo Cristo e Centro della città di Rio de Janeiro. A marzo 2017, si compone di due linee, la prima aperta il 5 giugno 2016, mentre la seconda il 6 febbraio 2017.

## Storia

### Progetto e costruzione
Il progetto della rete venne presentato nel dicembre 2010 ed elaborato con l'intento di ridurre di almeno del 60% il numero di autobus circolanti nel centro della città e del 15% il numero di auto. Nello specifico, secondo l'Ufficio comunale dei trasporti, la percentuale di autobus in meno potrebbe raggiungere anche il 66%, cioè una riduzione di 3 500 autobus.
Il 9 luglio 2012, la città di Rio de Janeiro ha ufficialmente aperto il processo di offerta per la realizzazione della prima fase attraverso la pubblicazione del bando pubblico, vinto nel 2013 dal consorzio formato dalle aziende Grupo CCR, Invepar, OTP-Odebrecht Transportes, Riopar Participações, Benito Roggio Transporte e RATP do Brasil Operações. Il gruppo sarà responsabile non solo della costruzione, ma anche della gestione della rete per i primi 25 anni.
I lavori, dal costo complessivo di 1 200 000 000 di real, sono in realtà iniziati nel 2012, prima dell'assegnazione del bando. Infatti, l'azienda che si occupa della gestione del porto ha iniziato in quella data i lavori di pulizia per la riapertura del vecchio Túnel da Marittima, un tunnel non più in uso costruito durante l'Impero del Brasile, che sarà utilizzato dalla linea per collegare le stazioni di Vila Olímpica e Central. I lavori da parte del consorzio sono iniziati invece nel 2014.

### Completamento
Il 5 giugno 2016, la prima fase della linea 1, compresa tra Santos Dumont e Parada dos Museus, è stata inaugurata dal sindaco della città Eduardo da Costa Paes. Il 10 giugno il servizio della linea è stato quindi esteso verso Parada dos Navios e poi l'11 luglio fino a Rodoviária, saltando però le stazioni di Cordeiro da Graça e Gamboa.
Il 6 febbraio 2017, la prima sezione della linea 2, compresa tra Praça XV e Saara e comprendente in totale 4 stazioni, è stata aperta al pubblico. Il completamento delle linee 1 e 2 è previsto entro la fine del 2017, portano così l'estensione totale della rete a 31 stazioni e 28 chilometri.

## Caratteristiche
La tranvia non utilizza la linea aerea, l'energia viene infatti trasferita ai treni mediante terza rotaia oppure viene fornita da un supercondensatore che utilizza l'energia prodotta da ogni frenata. Questo sistema garantisce non solo maggiore sicurezza e risparmio ma soprattutto evita l'uso di fili aerei. I treni, lunghi 44 metri, sono bidirezionali, possono ospitare fino a 420 passeggeri e sono dotati di aria condizionata e di porte su entrambi i lati. Sono prodotti dalla società francese Alstom; i primi cinque sono stati realizzati nella fabbrica francese di La Rochelle, gli altri saranno invece realizzati nella fabbrica brasiliana di Taubaté.

## Utilizzo
Una volta completate le due linee, la città stima un traffico di circa 258 000 passeggeri al giorno. Uno studio condotto dall'Associação Nacional de Transportes Públicos ha evidenziato che nel suo primo anno di attività l'infrastruttura potrebbe trasportare fino a 151 000 passeggeri al giorno, numero destinato a salire a 246 000 nel secondo anno e infine a 266 000 nel decimo anno di attività. Sempre secondo lo studio, la capacità del sistema sarebbe insufficiente per tenere conto di tutta la domanda di trasporto della zona, che richiederà quindi soluzioni aggiuntive.